# Mimasyngenes inlineatus
Mimasyngenes inlineatus är en skalbaggsart som beskrevs av Stefan von Breuning 1956. Mimasyngenes inlineatus ingår i släktet Mimasyngenes och familjen långhorningar.
Artens utbredningsområde är Venezuela. Inga underarter finns listade i Catalogue of Life.